# سيندي هيل
سيندي هيل (بالإنجليزية: Cindy Hill)‏ هي لاعبة غولف أمريكية، ولدت في 12 فبراير 1948 في ساوث هيفن في الولايات المتحدة.

## وصلات خارجية
- سيندي هيل على موقع رابطة لاعبات الغولف المحترفات (الإنجليزية)